# Ubaldo Toffanetti
Ubaldo Toffanetti (Finale Emilia, 1896 – 7 luglio 1965) è stato un tenore italiano.

## Biografia
Ebbe un'intensa attività in Italia nel periodo fra gli anni 1920 e 1940 cantando alla prima esecuzione dell'opera La pulce d'oro di Giorgio Federico Ghedini.
Era zio del tenore Arrigo Pola.